# Margaretha Henrietta Eleonora von Hallberg von Hoesch
Margaretha Henrietta Eleonora von Hallberg von Hoesch (? – 10 juni 1823) is het enige kind van minister Matthias Gerhard von Hoesch (1698-1784). Zij was getrouwd met Heinrich Theodoor Graaf van Hallberg en Freiherr von Fusgenheim.

## Kinderen
Henrietta en Heinrich Theodor kregen een vijftal kinderen:
- Constatin August Wilhelm, getrouwd met Louisa Gravin Lichnowsky, had geen erven.
- Alexander Ferdinand (nooit gehuwd).
- Lucia von Wickenburg Cappelini von Hallberg getrouwd met Carl Anton Anselm Capello, graaf van Wickenburg Cappelini op 04 oktober 1750.
- Mathias Anselm  - Hij stierf ongehuwd op 16 juli 1848, waardoor de graven van Hallberg de mannelijke lijn niet kon voorzetten.
- Maria Anna von Hallberg.

|                          |                          |                          |                          | ??                       | ??                       | ?? | ?? | ??                        | ??                        |                           |                           | ??                        | ??                        | ?? | ?? | ??                                          | ??                                          |                                             |                                             |                                             |                                             |  |  | Matthias Gerhard von Hoesch | Matthias Gerhard von Hoesch | Matthias Gerhard von Hoesch | Matthias Gerhard von Hoesch | Matthias Gerhard von Hoesch                           | Matthias Gerhard von Hoesch                           |                                                       |                                                       | ??                                                    | ??                                                    | ??         | ??         | ??         | ??         |  |  |  |  |
|                          |                          |                          |                          | ??                       | ??                       | ?? | ?? | ??                        | ??                        |                           |                           | ??                        | ??                        | ?? | ?? | ??                                          | ??                                          |                                             |                                             |                                             |                                             |  |  | Matthias Gerhard von Hoesch | Matthias Gerhard von Hoesch | Matthias Gerhard von Hoesch | Matthias Gerhard von Hoesch | Matthias Gerhard von Hoesch                           | Matthias Gerhard von Hoesch                           |                                                       |                                                       | ??                                                    | ??                                                    | ??         | ??         | ??         | ??         |  |  |  |  |
|                          |                          |                          |                          |                          |                          |    |    |                           |                           |                           |                           |                           |                           |    |    |                                             |                                             |                                             |                                             |                                             |                                             |  |  |                             |                             |                             |                             |                                                       |                                                       |                                                       |                                                       |                                                       |                                                       |            |            |            |            |  |  |  |  |
|                          |                          |                          |                          |                          |                          |    |    | Heinrich Theodor Hallberg | Heinrich Theodor Hallberg | Heinrich Theodor Hallberg | Heinrich Theodor Hallberg | Heinrich Theodor Hallberg | Heinrich Theodor Hallberg |    |    |                                             |                                             |                                             |                                             |                                             |                                             |  |  |                             |                             |                             |                             | Margaretha Henrietta Eleonora von Hallberg von Hoesch | Margaretha Henrietta Eleonora von Hallberg von Hoesch | Margaretha Henrietta Eleonora von Hallberg von Hoesch | Margaretha Henrietta Eleonora von Hallberg von Hoesch | Margaretha Henrietta Eleonora von Hallberg von Hoesch | Margaretha Henrietta Eleonora von Hallberg von Hoesch |            |            |            |            |  |  |  |  |
|                          |                          |                          |                          |                          |                          |    |    | Heinrich Theodor Hallberg | Heinrich Theodor Hallberg | Heinrich Theodor Hallberg | Heinrich Theodor Hallberg | Heinrich Theodor Hallberg | Heinrich Theodor Hallberg |    |    |                                             |                                             |                                             |                                             |                                             |                                             |  |  |                             |                             |                             |                             | Margaretha Henrietta Eleonora von Hallberg von Hoesch | Margaretha Henrietta Eleonora von Hallberg von Hoesch | Margaretha Henrietta Eleonora von Hallberg von Hoesch | Margaretha Henrietta Eleonora von Hallberg von Hoesch | Margaretha Henrietta Eleonora von Hallberg von Hoesch | Margaretha Henrietta Eleonora von Hallberg von Hoesch |            |            |            |            |  |  |  |  |
|                          |                          |                          |                          |                          |                          |    |    |                           |                           |                           |                           |                           |                           |    |    |                                             |                                             |                                             |                                             |                                             |                                             |  |  |                             |                             |                             |                             |                                                       |                                                       |                                                       |                                                       |                                                       |                                                       |            |            |            |            |  |  |  |  |
|                          |                          |                          |                          |                          |                          |    |    |                           |                           |                           |                           |                           |                           |    |    |                                             |                                             |                                             |                                             |                                             |                                             |  |  |                             |                             |                             |                             |                                                       |                                                       |                                                       |                                                       |                                                       |                                                       |            |            |            |            |  |  |  |  |
| Constatin August Wilhelm | Constatin August Wilhelm | Constatin August Wilhelm | Constatin August Wilhelm | Constatin August Wilhelm | Constatin August Wilhelm |    |    | Alexander Ferdinand       | Alexander Ferdinand       | Alexander Ferdinand       | Alexander Ferdinand       | Alexander Ferdinand       | Alexander Ferdinand       |    |    | Lucia von Wickenburg Cappelini von Hallberg | Lucia von Wickenburg Cappelini von Hallberg | Lucia von Wickenburg Cappelini von Hallberg | Lucia von Wickenburg Cappelini von Hallberg | Lucia von Wickenburg Cappelini von Hallberg | Lucia von Wickenburg Cappelini von Hallberg |  |  | Mathias Anselm              | Mathias Anselm              | Mathias Anselm              | Mathias Anselm              | Mathias Anselm                                        | Mathias Anselm                                        |                                                       |                                                       | Maria Anna                                            | Maria Anna                                            | Maria Anna | Maria Anna | Maria Anna | Maria Anna |  |  |  |  |

## Slot Pesch
Door het huwelijk met Heinrich Theodor Hallberg († 1792) kwam Schloss Pesch uit de collectie van Hoesch familie toe aan de familie Hallberg.
In 1794 werd het landgoed geplunderd en afgebrand door soldaten van de Franse revolutionaire troepen tijdens de Eerste Coalitieoorlog. Rond deze tijd behoorde Schloss Pesch tot de graven van Hallberg en was het hoofdkwartier van de lijn Hallberg-Pesch.
In 1804 herbouwde Henrietta het slot en legt op dat moment ook een royale tuin aan.

## Kasteel Stein
In 1778 waren de 72 delen van Kasteel Stein als volgt over de eigenaren verdeeld:
- 30 in bezit van Von Kinsky te Stroppen in Schlesien (Polen)
- 10 in bezit van Von Kinsky te Tervort
- 10 in bezit van Van Cloudt te Lauersfort
- 10 in bezit van baron De la Marck
- 6 in bezit van Von Pelden genaamd Cloudt
- 6 delen werden nog betwist

Spoedig echter vielen ook deze aandelen verder uiteen of kwamen in het bezit van anderen. De aandelen waren overigens zwaar belast met hypotheken en schulden. Gedurende de Franse overheersing behielden de verschillende eigenaren hun goederen.
In de periode van 1792 tot 1815 werden alle aandelen van de heerlijkheid Stein geleidelijk opgekocht door Henrietta en haar dochter Lucia Gravin Von Wickenburg.